# Lista osób skazanych na karę śmierci w Polsce po roku 1945
Lista osób skazanych na karę śmierci w Polsce po roku 1945 – niekompletna lista osób skazanych, ponieważ nie można w sposób dokładny określić, ile osób zostało skazanych na najwyższy wymiar kary pomiędzy rokiem 1945 a 1956. Ewidencja Ministerstwa Sprawiedliwości, dotycząca kary śmierci, jest wiarygodna od 1956 roku. Wcześniej była ona prowadzona przez Ministerstwo Bezpieczeństwa Publicznego, w której liczba orzeczonych wyroków została znacznie zaniżona. Lista nie zawiera osób skazanych za udział w podziemiu antykomunistycznym.

## Wykaz skazanych
| Imię i nazwisko | Data skazania                                | Uwagi |
| --- | -------------------------------------------- | --- |
| Adolf Adler vel Orłowski | 17 grudnia 1945                              | Skazany za znęcanie się nad więźniami Radogoszcza; wyrok wykonano 22 marca 1946 w Łodzi |
| Karol Kurpanik | 20 lutego 1946                               | Skazany za ludobójstwo; wyrok wykonano 22 lutego 1946 |
| Jenny-Wanda Barkmann, Wanda Klaff, Elisabeth Becker, Gerda Steinhoff, Ewa Paradies, Johann Pauls, Józef Reiter, Wacław Kozłowski, Jan Breit, Franciszek Szopiński, Tadeusz Kopczyński | 31 maja 1946                                 | Skazani za ludobójstwo; członkowie załogi obozu koncentracyjnego w Sztutowie (niem. Stutthof), wyrok wykonano 4 lipca 1946; egzekucja publiczna odbyła się w Gdańsku na Biskupiej Górce |
| Arthur Greiser | 7 lipca 1946                                 | Skazany przez Najwyższy Trybunał Narodowy za ludobójstwo; wyrok wykonano 21 lipca 1946; egzekucja odbyła się na stokach Fortu Winiary w Poznaniu; ostatnia publiczna egzekucja w Polsce |
| Edward Jurkowski, Józef Pokrzywiński, Julian Chorążak, Władysław Błachut, Józef Kukliński, Stefan Mazur, Kazimierz Nowakowski, Antoni Pruszkowski i Józef Śliwa | 11 lipca 1946                                | Skazani przez Najwyższy Sąd Wojskowy na sesji wyjazdowej w Kielcach za udział w pogromie kieleckim, wyrok wykonano 12 lipca 1946 |
| Amon Göth | 5 września 1946                              | Skazany za ludobójstwo; wyrok wykonano 13 września 1946, egzekucja odbyła się na terenie więzienia Montelupich |
| Theodor Meyer, Ewald Foth, Karl Eggert, Paul Wellnitz, Hans Rach, Fritz Peters, Kurt Dietrich, Albert Paulitz, Karl Zurell, Alfred Nikolaysen | 31 stycznia 1947                             | Skazani za ludobójstwo; członkowie załogi obozu koncentracyjnego w Sztutowie (niem. Stutthof), wyrok wykonano 10 października 1947 w Areszcie Śledczym w Gdańsku na ul. Kurkowej 12. |
| Rudolf Höss | 7 kwietnia 1947                              | Skazany za ludobójstwo; wyrok wykonano 16 kwietnia 1947, egzekucja odbyła się na terenie dawnego obozu Auschwitz-Birkenau |
| Walter Pelzhausen | 12 września 1947                             | Skazany za zabójstwo kilkunastu więźniów Radogoszcza, zbrodniczą działalność jako komendant tego więzienia a przede wszystkim za spalenie tego więzienia wraz z jego więźniami w styczniu 1945 r.; wyrok wykonano 1 marca 1948 w Łodzi, egzekucja odbyła się w więzieniu przy ul. S. Sterlinga 16 w Łodzi |
| Rudolf Malysz | 13 sierpnia 1947                             | Skazany za ludobójstwo; wyrok wykonano 8 listopada 1947 |
| Bernard W. | 7 listopada 1947                             | Skazany przez Sąd Okręgowy w Warszawie za to, że jako niemiecki żandarm zastrzelił zbiegłego Polaka z obozu pracy w czasie wojny. Prezydent RP Bolesław Bierut ułaskawił Bernarda na dożywotnie więzienie. |
| Arthur Liebehenschel, Hans Aumeier, Max Grabner, Karl Ernst Möckel, Maria Mandl, Franz Xaver Kraus, Ludwig Plagge, Fritz Buntrock, Wilhelm Gerhard Gehring, Otto Lätsch, Heinrich Josten, Josef Kollmer, Erich Muhsfeldt, Hermann Kirschner, Hans Schumacher, August Bogusch, Therese Brandl, Paul Szczurek, Paul Götze, Herbert Paul Ludwig, Kurt Hugo Müller, Johann Paul Kremer, Artur Breitwieser | 22 grudnia 1947                              | Skazani za ludobójstwo przez Najwyższy Trybunał Narodowy w Krakowie (Pierwszy proces oświęcimski); J.P. Kremerowi i A. Breitwieserowi karę zmieniono na dożywotnie pozbawienie wolności, zaś na pozostałych wyrok wykonano 24 stycznia 1948 w Krakowie w więzieniu Montelupich – ostatnia egzekucja kobiet wykonana w Polsce. |
| Kurt Möller | 1 kwietnia 1948                              | Skazany za ludobójstwo; wyrok wykonano 8 października 1948 |
| Józef Żółty | 2 kwietnia 1948                              | Skazany za ludobójstwo; wyrok wykonano 30 października 1948 |
| Albert Forster | 29 kwietnia 1948                             | Skazany za ludobójstwo; wyrok wykonano 28 lutego 1952 w Warszawie |
| Erich Walter Hoffmann | 25 maja 1948                                 | Skazany za ludobójstwo; wyrok wykonano 13 listopada 1948 |
| Elisabeth Lupka | 6 lipca 1948                                 | Skazana za ludobójstwo; wyrok wykonano 8 stycznia 1949 |
| Werner Händler | 30 sierpnia 1948                             | Skazany za ludobójstwo; wyrok wykonano 10 marca 1949 |
| Maksymilian K. | 16 października 1948                         | Skazany za wspieranie działań okupanta, tj. dokonywanie zabójstw na ludności cywilnej, wydawanie Żydów etc przez Sąd Powiatowy w Świdnicy; ułaskawiony przez Prezydenta RP na 15 lat więzienia |
| Erwin von Helmersen | 17 stycznia 1949                             | Skazany za ludobójstwo; wyrok wykonano 12 kwietnia 1949 |
| Wilhelm Bayer | 2 czerwca 1949                               | Skazany za ludobójstwo; wyrok wykonano 9 grudnia 1949 w Krakowie |
| Czesław P. | sierpień 1949                                | Skazany za kradzież części z nieczynnych parowozów, które potem sprzedawał; kolega, z którym współpracował otrzymał wyrok 15 lat więzienia; według IPN Urząd Bezpieczeństwa zdecydowanie wpłynął na rozstrzygnięcie; wyrok wykonano 15 września 1949. |
| Bolesław Wierzbica | 20 marca 1950                                | Skazany za ludobójstwo; wyrok wykonano 5 grudnia 1950 |
| Roman D. | 22 maja 1950                                 | Skazany za aktywne pomaganie nazistom w czasie wojny; wyrok wykonano |
| Wilhelm Polotzek | 18 lipca 1950                                | Skazany za ludobójstwo; wyrok wykonano 12 kwietnia 1952 |
| Tadeusz Ołdak | 31 stycznia 1951                             | Skazany za morderstwo dwóch kobiet na tle seksualnym. Skazany przez Sąd Wojewódzki w Warszawie; wyrok wykonano 10 kwietnia 1951 w więzieniu w Warszawie. |
| Wilhelm Haase | 26 czerwca 1951                              | Skazany za udział w ludobójstwie. Skazany przez Sąd Wojewódzki w Krakowie; wyrok wykonano 23 maja 1952 w więzieniu w Krakowie. |
| Józef Cyppek | 17 września 1952                             | Skazany za morderstwo kobiety. Skazany przez Sąd Wojewódzki w Szczecinie; wyrok wykonano 3 listopada 1952 w Szczecinie. |
| Leszek Wałachowski Robert Wałachowski Marian Malinowski Eugeniusz Szczyciński | Październik 1952                             | W 1951 roku w Warszawie banda braci Wałachowskich dokonała kilkunastu napadów rabunkowych na taksówkarzy i sklepy w dzielnicy Wola. Dokonali również kilku napadów na milicjantów w celu pozyskania broni palnej i amunicji. W trakcie tych „akcji pozyskania broni” zginęło dwóch milicjantów. Pierwszego zabójstwa dokonali w Warszawie, drugiego w Lublinie. W obu przypadkach ofiary zostały zastrzelone. Przywódcą bandy był Leszek Wałachowski. Na trzech członkach bandy i jej liderze wyrok przez powieszenie wykonano w lutym 1953 roku w Warszawie. |
| Zenon Kelm | 21 kwietnia 1954                             | Skazany za morderstwo dwóch kobiet na tle rabunkowym. Skazany przez Sąd Wojewódzki w Bydgoszczy; wyrok wykonano w sierpniu 1954 w więzieniu w Bydgoszczy. |
| Bolesław Bubieńczyk | 13 października 1955                         | Skazany za morderstwo milicjanta. Skazany przez Sąd Wojewódzki w Białymstoku; wyrok wykonano 10 kwietnia 1956 w więzieniu w Białymstoku. |
| Jerzy Paramonow | 11 listopada 1955                            | Skazany za morderstwo milicjanta. Skazany przez Sąd Wojewódzki w Warszawie; wyrok wykonano 21 listopada 1955 w więzieniu w Warszawie. |
| Kazimierz Gaszyński | 11 listopada 1955                            | Skazany za współudział w zabójstwie milicjanta. Skazany przez Sądu Wojewódzki w Warszawie; wyrok zmieniono na dożywocie. |
| Michał S. | 22 listopada 1955                            | Skazany za dwa morderstwa przez Sąd Wojewódzki w Katowicach; Sąd Najwyższy uchylił wyrok i przekazał go do ponownego rozpoznania z powodu niedostatecznie dokładnego zbadania poczytalności S. Dalszy los oskarżonego nieznany. |
| Józef Nastarowicz | 2 lutego 1956                                | Skazany za morderstwo żony oraz córki. Skazany przez Sąd Wojewódzki w Łodzi; wyrok wykonano 4 czerwca 1956 w więzieniu w Łodzi |
| Władysław Mazurkiewicz | 30 sierpnia 1956                             | Skazany za morderstwo sześciu osób i usiłowanie zabójstwa dwóch kolejnych. Skazany przez Sąd Wojewódzki w Krakowie; wyrok wykonano 31 stycznia 1957 w Krakowie. |
| Ryszard Gorzel | 1 lipca 1957                                 | Skazany za morderstwo swoich rodziców. Skazany przez Sąd Wojewódzki w Lublinie; wyrok wykonano w 1957 roku. |
| Stanisław Grześ | 28 sierpnia 1957                             | Skazany za napad na milicjanta (4 grudnia 1956) oraz zabójstwo czterech osób w tzw. sprawie pleszewskiej (napad rabunkowy na konwój pieniędzy w Fabianowie koło Pleszewa, 10 stycznia 1957). Skazany przez Sąd Wojewódzki w Poznaniu – Ośrodek Zamiejscowy w Kaliszu. Wyrok wykonano 4 października 1957 roku o godzinie 19:36 na dziedzińcu więzienia w Kaliszu. |
| Zbigniew K. | 10 stycznia 1958                             | Skazany za morderstwo porwanej siedmioletniej dziewczynki. Skazany w trybie doraźnym przez Sąd Wojewódzki w Poznaniu; wyrok wykonano 30 stycznia 1958 roku o godzinie 20:00 w Centralnym Więzieniu w Poznaniu. |
| Edmund Słaby | 20 stycznia 1958                             | Skazany za morderstwo siedmioosobowej rodziny Heluszków. Skazany przez Sąd Wojewódzki w Opolu; wyrok wykonano 9 września 1959 roku w więzieniu w Opolu. |
| Władysław Kurek | 7 kwietnia 1958                              | Skazany za morderstwo dwuletniej córki |
| Jan Miśkiewicz | 2 czerwca 1958                               | Skazany za morderstwo sześcioletniej córki bratowej. Skazany przez Sąd Wojewódzki w Łodzi; wyrok wykonano 19 marca 1959 w więzieniu w Łodzi. |
| Joseph Kokott | 30 sierpnia 1958                             | Skazany za morderstwo rodziny Ulmów w Markowej. Skazany przez Sąd Wojewódzki w Rzeszowie. Wyrok zamieniono na dożywocie, a następnie na 25 lat więzienia |
| Józef T. | 9 września 1958                              | Skazany za morderstwo mężczyzny. Skazany przez Sąd Wojewódzki w Gdańsku. Wyrok uchylił Sąd Najwyższy |
| Władysław Baczyński | 21 września 1959                             | Skazany za morderstwo czterech osób i usiłowanie zabójstwa dwóch kolejnych. Skazany przez Sąd Wojewódzki we Wrocławiu; wyrok wykonano 17 maja 1960 w więzieniu we Wrocławiu. |
| Mateusz Mikita | lipiec 1959                                  | Skazany przez Sąd Wojewódzki dla m.st. Warszawy za zabójstwo trzech osób: małżeństwa Janiny z Klasińskich i Jana Kulwieciów oraz Leny Buchalskiej. Wyrok wykonano 06 sierpnia 1959. |
| Tadeusz Rączka | 9 czerwca 1960                               | Skazany za morderstwo 14-letniego chłopca i 18-letniej kobiety (rodzeństwa Pawła i Gabrieli Triebler). Skazany przez Sąd Wojewódzki w Bydgoszczy; wyrok wykonano 10 sierpnia 1960 w więzieniu w Bydgoszczy. |
| Teresa Drozd (Widerowa) | 28 czerwca 1960                              | Skazana za otrucie męża – Edwarda Widery, otrucie Stasia Sobika i usiłowanie zabójstwa Irenki Sobik. Wyrok nigdy nie został wykonany. Widerowa opuściła mury więzienia w roku 1989. |
| Stanisław Sobik | 28 czerwca 1960                              | Skazany za pomoc Teresie Widerowej w otruciu Syna-Stasia i usiłowaniu otrucia córki – Irenki |
| Maksymilian B. | 15 października 1960                         | Skazany przez Sąd Wojewódzki za pomaganie Schutzpolizei, do której przynależał, wykonywanie egzekucji i dobijanie rannych. Rada Państwa zastosowała prawo łaski i zmieniła wyrok na dożywotnie więzienie. W wyniku wprowadzenia nowego kodeksu karnego wyrok obniżono do 25 lat. Był głównym bohaterem powieści „Przyczółek”. |
| Bolesław Dedo | 21 grudnia 1960                              | Skazany za przestępstwa gospodarcze. Skazany przez Sąd Wojewódzki w Kielcach; wyrok zmieniono na dożywocie. |
| Jan T. | 27 października 1961                         | Skazany przez Sąd Wojewódzki we Wrocławiu za udział, jako policjant niemieckiego garnizonu, w zabójstwach ludności cywilnej podczas pacyfikacji wsi na Kozłowszczyźnie i zastrzelenie 6-letniej dziewczynki w lutym 1943 roku; Sąd Najwyższy zmienił karę na dożywotnie więzienie |
| Karol L. | 23 lutego 1962                               | Skazany przez Sąd Wojewódzki w Koszalinie za zabójstwo kolegi w celu rabunkowym w okolicy Ustronia Morskiego. Wyrok wykonano 13 września 1962 w więzieniu w Gdańsku. |
| Stanisław Jaros | 25 maja 1962                                 | Skazany za usiłowanie morderstwa Władysława Gomułki i Nikity Chruszczowa oraz zabójstwo przypadkowego mężczyzny. Skazany przez Sąd Wojewódzki w Katowicach; wyrok wykonano 5 stycznia 1963 w więzieniu w Katowicach. |
| Stanisław W. | 20 października 1962                         | Skazany za zabójstwo żony i podpalenie domu, w wyniku czego zmarła dwójka jego dzieci. Skazany przez Sąd Wojewódzki w Poznaniu. Za pomocnictwo Emilia P. została skazana na 15 lat więzienia. |
| Stanisław P. | 12 grudnia 1962                              | Skazany za zabójstwo brata i jego żony. Skazany przez Sąd Wojewódzki w Radomiu. |
| Bogusław Olejnik | 27 marca 1963                                | Skazany za morderstwo dwóch mężczyzn i kobiety na tle rabunkowym. Skazany przez Sąd Wojewódzki w Krakowie; wyrok wykonano w więzieniu w Krakowie. |
| Andrzej G. | 20 sierpnia 1963                             | Skazany za zabójstwo kobiety w Rembertowie. Skazany przez Sąd Wojewódzki w Warszawie; wyrok wykonano 27 stycznia 1964 w więzieniu w Warszawie. |
| Sylweriusz Zdanowicz | 18 stycznia 1964                             | Skazany za morderstwo dwóch milicjantów. Skazany przez Sąd Wojewódzki w Krakowie; wyrok wykonano w więzieniu w Krakowie. |
| Stanisław Wawrzecki | 2 lutego 1965                                | Skazany za przestępstwa gospodarcze. Skazany przez Sąd Wojewódzki w Warszawie; wyrok wykonano 19 marca 1965 w więzieniu w Warszawie. |
| Janusz Stanisław K. | 9 lipca 1966                                 | Skazany za zabójstwo 13-latki na tle rabunkowym. Skazany przez Sąd Wojewódzki we Wrocławiu. Sąd Najwyższy uchylił wyrok, z powodu licznych błędów w czasie postępowania i interpretacji dowodów, przekazując sprawę do ponownego rozpoznania Sądowi Wojewódzkiemu w Katowicach. Nieznany dalszy los oskarżonego. |
| Karol Kot | 14 lipca 1967                                | Skazany za morderstwo staruszki oraz chłopca. Skazany przez Sąd Wojewódzki w Krakowie; wyrok wykonano 16 maja 1968 w więzieniu w Mysłowicach. |
| Jerzy Strawa | 22 grudnia 1967                              | Skazany za szpiegostwo na rzecz wywiadu amerykańskiego (prawdopodobnie na rzecz DIA) przez Sąd WOW w Warszawie (sygn. So 711/67); rewizja z lutego 1968 nie zniosła kary; Rada Państwa nie skorzystała z prawa łaski. Egzekucję przez rozstrzelanie wykonano 2 lub 8 maja 1968 w Więzieniu Mokotowskim przy ul. Rakowieckiej 37 w Warszawie. Wedle innej wersji egzekucji miał dokonać pluton WSW na Forcie Rembertowskim. |
| Adam Kaczmarzyk | 1968                                         | Skazany za szpiegostwo na rzecz wywiadu brytyjskiego. Wyrok wykonano w 1969 r. przez rozstrzelanie na terenie warszawskiej jednostki wojskowej w Forcie Rembertowskim. |
| Tadeusz C. | 24 lutego 1968                               | Skazany za podwójne morderstwo sąsiadów na tle rabunkowym przez Sąd Wojewódzki w Kielcach. Sąd Najwyższy uchylił wyrok i przekazał do ponownego rozpoznania. Dalszy los oskarżonego nieznany. |
| Bogdan Arnold | 9 marca 1968                                 | Skazany za morderstwo czterech kobiet na tle seksualnym. Skazany przez Sąd Wojewódzki w Katowicach; wyrok wykonano 16 grudnia 1968 w więzieniu w Katowicach. |
| Stefan Rachubiński | 22 października 1968                         | Skazany za morderstwo dwóch kobiet na tle seksualnym. Skazany przez Sąd Wojewódzki w Bydgoszczy; wyrok wykonano w grudniu 1968 w więzieniu w Bydgoszczy. |
| Stefan Dorna | styczeń 1969                                 | Żołnierz Ludowego Wojska Polskiego uczestniczący w interwencji zbrojnej państw członków Układu Warszawskiego w Czechosłowacji w 1968. W późnych godzinach wieczornych w dniu 7 września 1968 w czeskim Jiczynie będąc pod wpływem alkoholu, wraz z trzema innymi polskimi żołnierzami usiłował dokonać gwałtu na młodej kobiecie. Kiedy mieszkańcy miasteczka ruszyli na pomoc, w napadzie szału zaczął strzelać z pistoletu maszynowego PPS raniąc kilkanaście osób (w tym swojego kolegę z jednostki). Pijany Stefan Dorna, zmieniając magazynki wystrzelił w sumie 74 pociski. Dwie osoby zmarły na miejscu w wyniku odniesionych ran postrzałowych – 45-letni Jaroslav Veselý oraz Zdenka Klimešová. Po czteromiesięcznym procesie Stefan Dorna na początku 1969 roku został skazany przez Sąd Wojskowy w trybie doraźnym na karę śmierci przez rozstrzelanie. Przebywając w celi śmierci żołnierz zwrócił się z prośbą o łaskę do Wojciecha Jaruzelskiego, który jednak nie odpowiedział na list skazanego. Tymczasem łaski skazanemu udzieliła Rada Państwa, zamieniając wyrok z kary śmierci na dożywocie. Po wejściu w życie nowego kodeksu karnego w 1970 karę dożywocia zamieniono na 25 lat pozbawienia wolności. Stefan Dorna za dobre sprawowanie, został zwolniony z więzienia i wyszedł na wolność w 1983, po 15 latach przebywania w zakładzie karnym. |
| Stanisław Modzelewski | 5 lutego 1969                                | Skazany za zamordowanie siedmiu kobiet. Wyrok wykonano 13 listopada 1969 w mokotowskim więzieniu przy ulicy Rakowieckiej 37 w Warszawie. |
| Mieczysław Zbroja | 9 lipca 1969                                 | Skazany za morderstwo myśliwego. Skazany przez Sąd Wojewódzki w Kielcach. Dalszy los nieznany. |
| Franciszek Barts Edmund Piechowski | 12 września 1970 i ponownie 16 stycznia 1973 | Skazani za morderstwo gdańskiego taksówkarza. Skazani przez Sąd Wojewódzki w Gdańsku. Sąd Najwyższy uchylił wyrok i przekazał sprawę do ponownego rozpoznania. 16 stycznia 1973 skazani na karę śmierci w ponownym procesie. Sąd Najwyższy utrzymał wyrok w mocy. Obaj mężczyźni zostali straceni w Areszcie Śledczym w Gdańsku w dniu 2 października 1973 roku. |
| Samuel Fernbach | 29 stycznia 1971                             | Skazany za morderstwo dwóch dziewczynek na tle seksualnym. Skazany przez Sąd Wojewódzki w Poznaniu; wyrok wykonano 26 lipca 1971 w więzieniu w Poznaniu. |
| Józef Zakrzewski Czesław Zakrzewski | 28 czerwca 1971                              | Ojciec i syn zostali skazani za morderstwo ośmiu osób, w tym pięcioosobowej rodziny Lipów. Skazani przez Sąd Wojewódzki w Kielcach; wyroki wykonano w lutym 1972 w więzieniu w Krakowie. |
| Ryszard Stachowiak | 1972                                         | Skazany za morderstwo kobiety na tle seksualnym oraz usiłowanie morderstwa kolejnej kobiety. Skazany przez Sąd Wojewódzki w Poznaniu; wyrok wykonano w więzieniu we Wrocławiu. |
| Henryk Pryczka | 1972                                         | Służył w Marynarce Wojennej. 26 listopada 1971 r. będąc na żołnierskim urlopie w Mirsku poznał 39-letnią Anielę D. W lesie pili alkohol i odbyli stosunek. Nowo poznany adorator stał się coraz bardziej napastliwy. Próbował zmusić kobietę do kolejnego stosunku. Ta odmówiła, przez co uderzył ją w twarz. Wywiązała się kłótnia, w trakcie której zadał ofierze kilka uderzeń drewnianym kołkiem w głowę, plecy i w twarz. Nieprzytomnej, wbił kawałek kija w narządy rodne. Obrażenia, jakich doznała ofiara okazały się śmiertelne. W toku śledztwa okazało się, że rok wcześniej, będąc już w wojsku, 26 października 1970 r. jadąc pociągiem relacji Świeradów Zdrój–Gryfów Śląski dokonał próby gwałtu na kierowniczce pociągu. Latem 1972 r. został skazany na karę śmierci przez Sąd Śląskiego Okręgu Wojskowego we Wrocławiu. 8 listopada 1972 r. Izba Wojskowa Sądu Najwyższego podtrzymała wyrok w mocy. Rada Państwa nie skorzystała z prawa łaski. Został rozstrzelany 6 lutego 1973 r. Tego samego dnia rozstrzelano również szeregowego Józefa Głyżewskiego. |
| Marian D. | 7 stycznia 1972                              | Skazany za zabójstwo na tle rabunkowym przez Sąd Wojewódzki we Wrocławiu; karę zmieniono na 25 lat pozbawienia wolności. |
| Józef Głyżewski | 30 marca 1972                                | Żołnierz 87 batalionu Łączności w Pile. 16 lipca 1971 r. samowolnie oddalił się z jednostki. Przebywając nad jeziorem Rudnickim, w godzinach popołudniowych wciągnął w zarośla, brutalnie zgwałcił i udusił 46-letnią Irenę D., mieszkankę Piły. Został zatrzymany 5 października 1971 r. W międzyczasie dokonał napadu i gwałtu na 45-letniej kobiecie. W toku śledztwa ustalono, że już jako 14-latek dopuszczał się czynów nierządnych na 8- i 9-letnich dziewczynkach, za które trafił do zakładu poprawczego. Po opuszczeniu zakładu dokonał czynu nierządnego na 13-letnim chłopcu oraz zgwałcił 55-letnią kobietę. Na karę śmierci skazał go Sąd Śląskiego Okręgu Wojskowego we Wrocławiu. Izba Wojskowa Sądu Najwyższego podtrzymała wyrok. Rada Państwa nie skorzystała z prawa łaski. 6 lutego 1973 r. został rozstrzelany na strzelnicy 2 Warszawskiej Brygady Saperów w Kazuniu. |
| Zygmunt Garbacki | 16 czerwca 1972                              | Skazany za morderstwo pułkownika Jana Gerharda. Skazany przez Sąd Wojewódzki w Warszawie; wyrok wykonano 22 stycznia 1973 w więzieniu w Warszawie. |
| Marian Wojtasik | 16 czerwca 1972                              | Skazany za morderstwo pułkownika Jana Gerharda. Skazany przez Sąd Wojewódzki w Warszawie; wyrok wykonano 22 stycznia 1973 w więzieniu w Warszawie. |
| Jan Gromski | sierpień 1972                                | Skazany za gwałt na 10-letniej Ewie I. i zamordowanie jej poprzez uduszenie. Wyrok został wykonany. |
| Jerzy Kowalczyk | 8 września 1972                              | Skazany za przygotowanie zamachu bombowego i wysadzenie auli Wyższej Szkoły Pedagogicznej w Opolu. Skazany przez Sąd Wojewódzki w Opolu; karę zmieniono na 25 lat więzienia. |
| Janusz Dębiński | 30 stycznia 1973                             | Skazany za morderstwo dwóch mężczyzn na tle rabunkowym. Skazany przez Sąd Wojewódzki w Łodzi; wyrok wykonano 25 września 1973 w więzieniu w Łodzi. |
| Jacek K. | 9 sierpnia 1973                              | Skazany za morderstwo swojej matki. Skazany przez Sąd Najwyższy w Warszawie. Dalszy los nieznany |
| Krzysztof Kowalski | 6 listopada 1973                             | Skazany za morderstwo kobiety na tle seksualnym. Skazany przez Sąd Wojewódzki w Bydgoszczy; wyrok wykonano 27 maja 1974 w więzieniu w Bydgoszczy. |
| Czesław Musiński | 12 stycznia 1974                             | Skazany za morderstwo pięciu osób. Skazany przez Sąd Wojewódzki w Zielonej Górze; wyrok wykonano 30 września 1974 w więzieniu we Wrocławiu. |
| Jan Marchwicki | 28 lipca 1975                                | Skazany za podżeganie do morderstwa kobiety |
| Zdzisław Marchwicki | 28 lipca 1975                                | Skazany za morderstwo piętnastu kobiet i usiłowanie morderstwa czterech kobiet |
| Stanisław Kornacki | 25 czerwca 1976                              | Skazany za morderstwo kobiety na tle rabunkowym. Skazany przez Sąd Wojewódzki w Bydgoszczy; wyrok wykonano w 1977 w więzieniu w Bydgoszczy. |
| Piotr K. | 9 lipca 1976                                 | Skazany za morderstwo 13-latki na tle seksualnym. Skazany przez Sąd Wojewódzki w Lublinie, lecz Sąd Najwyższy obniżył karę do 25 lat. |
| Andrzej Pietrzak | 18 stycznia 1977                             | Skazany za morderstwo trzech kobiet na tle rabunkowym. Skazany przez Sąd Wojewódzki w Łodzi; wyrok wykonano 6 lutego 1978 w więzieniu w Łodzi. |
| Tadeusz Wencel | 12 maja 1977                                 | Skazany za morderstwo kobiety. Skazany przez Sąd Wojewódzki w Bydgoszczy; karę zmieniono na 25 lat więzienia. |
| Konstanty Krajza | 31 stycznia 1978                             | Skazany za współudział w zamordowaniu sześcioosobowej rodziny. Siostrzeniec, Eugeniusz, uznany został za niepoczytalnego, zaś siostra Franciszka, która podżegała brata i syna do zabójstwa, została skazana na 12 lat. Skazani przez Sąd Wojewódzki w Ostrołęce; wyrok wykonano. |
| Jan Dąbrowski Jan Wołyniec | 8 czerwca 1978                               | Skazani za morderstwo dziewięciu mężczyzn na tle rabunkowym. Skazani przez Sąd Wojewódzki w Białymstoku; wyroki wykonano we wrześniu 1979 w więzieniu w Warszawie. |
| Andrzej S. | 16 czerwca 1978                              | Skazany za morderstwo swojej matki. Skazany przez Sąd Wojewódzki w Szczecinie; wyrok zmieniono na karę 25 lat pozbawienia wolności. |
| Zygmunt Korgól | 13 września 1978                             | Skazany za morderstwo dwóch mężczyzn. Skazany przez Sąd Wojewódzki w Piotrkowie Trybunalskim; wyrok wykonano 24 sierpnia 1979 w więzieniu w Łodzi. |
| Czesław Sezanowicz | 4 sierpnia 1978                              | Został powołany do wojska 26 października 1976 r. Służył w Jednostce Wojskowej nr 2812 w Nysie, która wchodziła w skład Drugiej Warszawskiej Dywizji Zmechanizowanej. 6 listopada 1977 r., późnym wieczorem, we wsi Kamienna Góra dokonał brutalnego gwałtu i zabójstwa ze szczególnych okrucieństwem 25-letniej Jadwigi R. Sąd Śląskiego Okręgu Wojskowego we Wrocławiu skazał go na karę śmierci. Izba Wojskowa Sądu Najwyższego w dniu 19 września 1978 r. podtrzymała wyrok, uznając dodatkowo, że sprawca pastwił się nad zwłokami zamordowanej. Rada Państwa nie skorzystała z praw łaski. Wyrok, przez rozstrzelanie, wykonano 7 marca 1979 r. |
| Jan Masłowski | 27 października 1978                         | Skazany za udział w mordach na ludności cywilnej i jeńcach wojennych w czasie II wojny światowej. Skazany przez Sąd Wojewódzki w Zamościu; wyrok wykonano 20 sierpnia 1979 w więzieniu w Warszawie. |
| Zbigniew Czajka | 1979                                         | Skazany za morderstwo 5-letniej dziewczynki na tle seksualnym. Skazany przez Sąd Wojewódzki w Wałbrzychu; wyrok wykonano w sierpniu 1979 w więzieniu we Wrocławiu. |
| Tadeusz Janicki | 1979                                         | Skazany za morderstwo 10-letniej dziewczynki na tle seksualnym. Skazany przez Sąd Wojewódzki we Wrocławiu; wyrok wykonano w sierpniu 1979 w więzieniu we Wrocławiu. |
| Jan Sojda, Józef Adaś, Stanisław Kulpiński, Jerzy Socha | 10 listopada 1979                            | Skazani za morderstwo trzech osób (zbrodnia połaniecka) przez Sąd Wojewódzki w Tarnobrzegu; wyrok wykonano 23 listopada 1982 (Jan Sojda, Józef Adaś) w więzieniu w Krakowie. |
| Zdzisław Szczerkowski | 18 grudnia 1979                              | Skazany za zamordowanie gdyńskiego lekarza Tadeusza Kurzydłowskiego, jego matki Zofii oraz Kamili Banaszek z Warszawy. Wyrok wykonano w dniu 13 sierpnia 1981 w Gdańsku. |
| Ryszard Kowalski | 31 stycznia 1980                             | Skazany za zamordowanie dwóch starszych kobiet na tle rabunkowym. Skazany przez Sąd Wojewódzki w Łodzi. Dalszy los nieznany. |
| Czesław Chodorowicz | 12 marca 1980                                | Skazany za morderstwo starszej kobiety. Skazany przez Sąd Wojewódzki w Piotrkowie Trybunalskim; wyrok wykonano 4 listopada 1980 w więzieniu w Łodzi. |
| Kazimierz Labrync | 14 sierpnia 1980                             | Skazany za morderstwo mężczyzny i usiłowanie zabójstwa. Skazany przez Sąd Najwyższy w Warszawie; wyrok wykonano 27 marca 1981 w więzieniu w Łodzi. |
| Bronisław Winczewski | 1981                                         | Skazany za morderstwo milicjanta. Skazany przez Sąd Wojewódzki w Katowicach; wyrok wykonano w 1982 w więzieniu w Krakowie. |
| Julian Kołtun | 1981                                         | Skazany za zamordowanie kobiety oraz 12-letniej dziewczynki na tle seksualnym i usiłowanie zabójstwa kolejnych pięciu. Wyrok wykonano w więzieniu w Warszawie. |
| Tadeusz Wencel | 7 maja 1982                                  | Skazany za morderstwo współwięźnia. Skazany przez Sąd Wojewódzki w Pile; wyrok wykonano 7 lipca 1983 w więzieniu w Poznaniu. |
| Ryszard Sobok | 16 czerwca 1982                              | Skazany za morderstwo 6 osób – członków własnej rodziny. Skazany przez Sąd Wojewódzki w Wałbrzychu; wyrok wykonano 31 marca 1984 w więzieniu we Wrocławiu. |
| Romuald Spasowski | 4 października 1982                          | Ambasador PRL w USA, skazany z art. 122 k.k. (zdrada) na karę śmierci przez Sąd Warszawskiego Okręgu Wojskowego w Warszawie. Ostatecznie uniewinniony przez Sąd Najwyższy 25 listopada 1990 r. |
| Zdzisław Maciej Rurarz | 16 grudnia 1982                              | Ambasador PRL w Japonii, skazany z art. 122 k.k. (zdrada) na karę śmierci przez Sąd Warszawskiego Okręgu Wojskowego w Warszawie. Ostatecznie uniewinniony przez Sąd Najwyższy 26 listopada 1990 r. |
| Piotr Stiler | 28 grudnia 1982                              | Dwukrotnie skazany (28 lutego 1982 r. i po ponownym procesie 28 grudnia 1982 r.) na karę śmierci przez Sąd Wojewódzki w Katowicach za popełnione warunkach recydywy zabójstwo połączone ze zgwałceniem i dwa inne gwałty popełnione w warunkach recydywy. Wyrok wykonano 30 września 1983 r. w Areszcie Śledczym w Krakowie. |
| Krzysztof Piotr Sołtysiak | 31 stycznia 1983                             | Skazany 20 kwietnia 1982 r. na karę śmierci przez Sąd Wojewódzki w Łodzi za dwa zabójstwa (dziewczynki i kobiety) i usiłowanie kolejnego, połączonego ze zgwałceniem, oraz za zgwałcenie i obrabowanie dziecka, a także siedem włamań oraz cztery kradzieże. W wyniku rewizji złożonej przez obrońców oraz decyzji Sądu Najwyższego, sprawa ponownie trafiła do Sądu Wojewódzkiego w Łodzi, który 31 stycznia 1983 r. utrzymał wyrok w mocy. Wyrok wykonano 11 października 1983 r. w Areszcie Śledczym w Łodzi. |
| Jerzy Józef Sumiński | 7 lutego 1983                                | Major kontrwywiadu wojskowego, po ucieczce w marcu 1981 r. do USA skazany na karę śmierci w procesie zaocznym przez Sąd Warszawskiego Okręgu Wojskowego w Warszawie. |
| Andrzej Wajda, Ryszard Pasternak | 18 marca 1983                                | Skazani za morderstwo księdza Stanisława Maciąga w Sędziszowie Małopolskim popełnione 10 marca 1982 r. w trakcie napadu rabunkowego na niego. Skazani przez Sąd Wojewódzki w Rzeszowie |
| Zdzisław Najder | 28 maja 1983                                 | Skazany za szpiegostwo na rzecz USA przez Wojskowy Sąd Okręgowy w Warszawie. Sąd Najwyższy uchylił wyrok i przekazał Naczelnej Prokuraturze Wojskowej do uzupełnienia postępowania przygotowawczego wskutek licznych błędów proceduralnych. |
| Piotr Wojciechowski | 10 czerwca 1983                              | Dwukrotnie skazany (16 września 1981 r. i 22 października 1982 r.) za zabójstwo przez Sąd Wojewódzki w Łodzi na karę 25 lat pozbawienia wolności. Drugi wyrok Sąd Najwyższy zamienił 10 czerwca 1983 r. w zaocznym procesie na karę śmierci za zabójstwo popełnione na tle rabunkowym. Wyrok wykonano 10 października 1983 r. w Areszcie Śledczym w Łodzi. |
| Waldemar Krakos | 23 czerwca 1983                              | Skazany w trybie doraźnym 10 marca 1983 r. za morderstwo taksówkarza (dokonane w noc sylwestrową z 31 grudnia 1982 r. na 1 stycznia 1983 r.) przez Sąd Wojewódzki w Warszawie na karę 25 lat pozbawienia wolności. W wyniku rewizji nadzwyczajnej ministra sprawiedliwości i Prokuratora Generalnego PRL Sąd Najwyższy zaostrzył karę Krakosowi, skazując go 23 czerwca 1983 r. na karę śmierci. Wyrok wykonano 10 października 1983 r. o 21:16 w Areszcie Śledczym Warszawa Mokotów. |
| Grzegorz Tyklewicz | 14 lipca 1983                                | Skazany za morderstwo dwóch kobiet i taksówkarza. Skazany przez Sąd Wojewódzki w Poznaniu; wyrok wykonano 30 maja 1985 w więzieniu w Poznaniu. |
| Stefan W. | 19 października 1983                         | Skazany za morderstwo na tle rabunkowym. Skazany przez Sąd Wojewódzki w Elblągu, zaś SN utrzymał wyrok. Nieznany dalszy los oskarżonego. |
| Antoni Kosidło | 13 grudnia 1983                              | Skazany za morderstwo kobiety oraz usiłowanie zabójstwa jej syna. Skazany przez Sąd Wojewódzki w Szczecinie; wyrok wykonano 10 lipca 1984 w więzieniu w Poznaniu. |
| Janusz Magierski | 16 grudnia 1983                              | Skazany za morderstwo milicjanta. Skazany przez Sąd Wojewódzki w Słupsku; wyrok wykonano latem 1984. |
| Kazimierz Polus | 13 kwietnia 1984                             | Skazany za morderstwo chłopca i dwóch mężczyzn. Skazany przez Sąd Wojewódzki w Poznaniu; wyrok wykonano 15 marca 1985 w więzieniu w Poznaniu. |
| Zdzisław Czesław Kubiak | 30 kwietnia 1984                             | Skazany 19 stycznia 1984 r. za zabójstwo taksówkarza (dokonane 17 grudnia 1982 r.) przez Sąd Wojewódzki w Olsztynie na karę 25 lat pozbawienia wolności. Karę tę Sąd Najwyższy zamienił 30 kwietnia 1984 r. w zaocznym procesie na karę śmierci. Wyrok wykonano 20 października 1984 r. w Areszcie Śledczym w Gdańsku. |
| Joachim Knychała | 19 kwietnia 1984                             | Skazany za morderstwo czterech kobiet i dziewczynki. Skazany przez Sąd Wojewódzki w Katowicach; wyrok wykonano 21 maja 1985 w więzieniu w Krakowie. |
| Henryk Dębski | 19 maja 1984                                 | Skazany za zabójstwo dwóch dziewczynek na tle seksualnym. Skazany przez Sąd Wojewódzki w Suwałkach; wyrok wykonano w 1985 w więzieniu w Warszawie. |
| Ryszard Kukliński | 23 maja 1984                                 | Skazany zaocznie za szpiegostwo na rzecz USA przez sąd wojskowy w Warszawie. Wyrok został złagodzony do 25 lat więzienia w 1990 r. W 1995 w wyniku rewizji I prezesa Sądu Najwyższego Adama Strzembosza wyrok uchylono. |
| Zdzisław Grossman | 28 maja 1984                                 | Skazany za zabójstwo mężczyzny na tle rabunkowym. Skazany przez Sąd Wojewódzki w Krakowie; wyrok wykonano w czerwcu 1985 w więzieniu w Krakowie. |
| Andrzej Nowosławski | 28 maja 1984                                 | Skazany za zlecenie zabójstwa ojca. Skazany przez Sąd Wojewódzki w Krakowie; wyrok wykonano w czerwcu 1985 w więzieniu w Krakowie. |
| Marian K. | 10 lipca 1984                                | Skazany za morderstwo 6-letniej dziewczynki na tle seksualnym. Skazany przez Sąd Wojewódzki w Tarnobrzegu; wyrok zmieniono na karę 25 lat pozbawienia wolności. |
| Mirosław Michoń | 11 września 1984                             | Skazany za morderstwo mężczyzny i usiłowanie zabójstwa wspólnika. Skazany przez Sąd Wojewódzki w Częstochowie; wyrok wykonano 15 czerwca 1985 w Krakowie. |
| Mieczysław Zub | Grudzień 1984                                | Skazany za morderstwo czterech kobiet. Skazany przez Sąd Wojewódzki w Katowicach; wyroku nie wykonano – skazaniec popełnił samobójstwo. |
| Mirosław F. | Czerwiec 1985                                | Skazany za morderstwo kobiety na tle rabunkowym. Skazany przez Sąd Wojewódzki w Gdańsku; wyrok zmieniono na karę 25 lat pozbawienia wolności. |
| Edmund Kolanowski | 4 czerwca 1985                               | Skazany za morderstwo dziewczynki i dwóch kobiet. Skazany przez Sąd Wojewódzki w Poznaniu; wyrok wykonano 28 lipca 1986 w więzieniu w Poznaniu. |
| Henryk Czyżewski | 14 czerwca 1985                              | Skazany za cztery przypadki zgwałcenia i zamordowania młodych kobiet (Wampir z Rokitek wszystkie ofiary dusił elementem ich odzieży) oraz liczne napaści i próby gwałtu. Sąd Wojewódzki w Legnicy skazał go łącznie na karę śmierci i „pozbawienie praw publicznych na zawsze”. Sąd Najwyższy podtrzymał ten wyrok, karę wykonano 29 kwietnia 1986. |
| Paweł Tuchlin | 6 sierpnia 1985                              | Skazany za morderstwo dziewięciu kobiet. Skazany przez Sąd Wojewódzki w Gdańsku; wyrok wykonano 25 maja 1987 w więzieniu w Gdańsku. |
| Mariusz Radomski | 20 września 1985                             | Skazany za morderstwo taksówkarza. Skazany przez Sąd Wojewódzki w Szczecinie; wyrok wykonano w więzieniu w Poznaniu. |
| Waldemar Stanisław M. | 11 lutego 1986                               | Dwukrotnie skazany za zabójstwo taksówkarza (dokonane 4 grudnia 1982 r.) przez Sąd Wojewódzki w Kielcach na karę śmierci. Karę tę Sąd Najwyższy zamienił 6 lutego 1987 r. na karę 25 lat pozbawienia wolności. Waldemar Stanisław M. został zwolniony warunkowo 13 stycznia 2005 r. |
| Ludwik S. | 11 czerwca 1986                              | Skazany za morderstwo kobiety. Skazany przez Sąd Wojewódzki w Gdańsku; wyrok zmieniono na karę 25 lat pozbawienia wolności. |
| Andrzej Czabański | 12 czerwca 1986                              | Skazany za morderstwo kobiety oraz usiłowanie zabójstwa jej córek. Skazany przez Sąd Wojewódzki w Tarnowie; wyrok wykonano 21 kwietnia 1988 w więzieniu w Krakowie – ostatnia egzekucja wykonana w Polsce. |
| Krzysztof Kałużny | 24 września 1986                             | Skazany za morderstwo 8-letniej dziewczynki na tle seksualnym. Skazany przez Sąd Wojewódzki w Poznaniu; wyrok wykonano 17 września 1987 w więzieniu w Poznaniu |
| Jan K. | 30 października 1986                         | Skazany za morderstwo żony przez Sąd Wojewódzki w Kielcach; wyrok zamieniono na 25 lat więzienia. |
| Krzysztof T. | 3 listopada 1986                             | Skazany za morderstwo kobiety oraz usiłowanie zabójstwa mężczyzny na tle rabunkowym. Skazany przez Sąd Wojewódzki w Pile; wyrok zamieniono na 25 lat więzienia. |
| Józef Ścibiorek | 16 czerwca 1987                              | Skazany przez Sąd Wojewódzki w Łodzi za pobicie ze skutkiem śmiertelnym |
| Mariusz Trynkiewicz | 29 września 1989                             | Skazany za morderstwo czterech chłopców. Został czterokrotnie skazany na karę śmierci, zamienioną później (na mocy amnestii z 7 grudnia 1989 roku) na 25 lat pozbawienia wolności. |
| Henryk Więckowski | 1991                                         | Skazany za morderstwo. |
| Mirosław Smolarek | 12 grudnia 1991                              | Skazany za gwałt i morderstwo 10-letniej dziewczynki. Skazany przez Sąd Wojewódzki w Gdańsku. Wyrok zamieniono na 25 lat pozbawienia wolności |
| Eugeniusz Mazur | 4 marca 1992                                 | Skazany za morderstwo czteroosobowej rodziny. Skazany przez Sąd Wojewódzki w Olsztynie. Zmarł w więzieniu w Sztumie przed końcem odbywania kary. |
| Henryk Moruś | 1993                                         | Skazany za morderstwo siedmiu osób. Wyrok zamieniono na dożywocie, Moruś zmarł w więzieniu w 2013 roku. |
| Janusz Kulmatycki | 9 czerwca 1994                               | Skazany za morderstwo policjanta. Skazany przez Sąd Wojewódzki we Wrocławiu. |
| Grzegorz Płociniak | 10 listopada 1994                            | Skazany za morderstwo mężczyzny i kobiety (małżeństwa) na tle rabunkowym. Skazany przez Sąd Wojewódzki w Olsztynie. |
| Jan Franke | 1995                                         | Skazany za zamordowanie dwóch osób – kobiety na tle seksualnym oraz mężczyzny na tle rabunkowym. Skazany przez Sąd Wojewódzki w Katowicach. |
| Tomasz Ciepielewski | 30 marca 1995                                | Skazany za morderstwo 11-letniej dziewczynki na tle seksualnym. Skazany przez Sąd Wojewódzki w Radomiu. |
| Zenon Gliwa | 28 września 1995                             | Skazany za morderstwo dwóch dziewczynek na tle seksualnym. Skazany przez Sąd Wojewódzki w Gdańsku. |
| Zbigniew Brzoskowski | 7 lutego 1996                                | Skazany za morderstwo lekarki Aleksandry Gabrysiak i jej adoptowanej córki Marii. Skazany przez Sąd Wojewódzki w Elblągu – ostatni wydany wyrok śmierci w Polsce. |

## Informacje dodatkowe
Andrzej Rzepliński, na podstawie różnych źródeł, obliczył, że podczas 18 lat obowiązywania kodeksu karnego z 1969 roku straconych zostało 183 skazanych, wyłącznie mężczyzn. Trzech z nich, żołnierzy, rozstrzelano za zabójstwa na tle seksualnym. Wyroki te wykonano w Warszawie, na terenie Fortu Rembertowskiego, w południe – ostatni raz 7 marca 1979 r. (wyrok Sądu Najwyższego z 4 sierpnia 1978 r., Rw 331/78). Pozostałych 180 zostało powieszonych – jeden skazany za zbrodnię ludobójstwa, pozostali za jedno lub więcej zabójstw.
Ostatni wyrok śmierci w Polsce wykonano 21 kwietnia 1988 w krakowskim areszcie śledczym przy ulicy Montelupich. W dniu 7 grudnia 1989 Sejm PRL przyjął ustawę o amnestii, która zamieniła wszystkim skazanym karę śmierci na karę 25 lat pozbawienia wolności.
Pomiędzy rokiem 1988 a 1996 sądy powszechne w Polsce orzekły karę śmierci wobec około 10 osób – na najwyższy wymiar kary skazano m.in. Mariusza Trynkiewicza, pedofila który zgwałcił i zabił czterech chłopców, Janusza Kulmatyckiego, mordercę policjanta, Eugeniusza Mazura, mordercę czteroosobowej rodziny, czy Henryka Morusia, mordercę siedmiu osób, w tym matki i dziecka.
Na mocy ustawy z dnia 12 lipca 1995 o zmianie kodeksu karnego, kodeksu karnego wykonawczego oraz o podwyższeniu dolnych i górnych granic grzywien i nawiązek w prawie karnym wprowadzono ustawowe moratorium na wykonywanie kary śmierci, przewidziane na okres 5 lat (w kontekście lat 1988–1995 mówi się o moratorium faktycznym) i przywrócono do polskiego systemu prawnego karę dożywotniego pozbawienia wolności, która została zniesiona w 1970 roku. Sądy, pomimo tego, iż miały możliwość orzekania kary śmierci, wymierzały jednak karę łagodniejszą. Ostatni wyrok śmierci w Polsce orzeczono w lutym 1996 – Sąd Wojewódzki w Elblągu skazał na tę karę 23-letniego Zbigniewa Brzoskowskiego, mordercę dwóch kobiet. Kodeks karny z 6 czerwca 1997, który wszedł w życie 1 września 1998, nie przewiduje tego typu kary. Protokół nr 13 do Europejskiej Konwencji Praw Człowieka znoszący karę śmierci we wszystkich okolicznościach został ratyfikowany przez prezydenta Bronisława Komorowskiego 27 sierpnia 2013. Równocześnie Drugi Protokół Fakultatywny do Międzynarodowego Paktu Praw Obywatelskich i Politycznych dopuszczający stosowanie tej kary w czasie wojny (o ile zastrzeżono to przy ratyfikacji) został ratyfikowany bez zastrzeżeń.
Przepisy wprowadzające Kodeks z 1997 roku, które weszły w życie w 1998, nakazywały wymierzanie – w przypadku stosowania dawnych, ale wciąż obowiązujących przepisów – kary dożywotniego pozbawienia wolności zamiast kary śmierci. Wśród karnistów istnieje spór co do tego, czy owe przepisy zmodyfikowały treść tychże dawnych przepisów przez zmianę przewidzianej tam kary śmierci na dożywocie, czy też – pozostawiając ją w dotychczasowym brzmieniu – nakazały stosowanie kary dożywotniego pozbawienia wolności zamiast kary głównej. Przyjmując ten drugi pogląd, należy uznać, że w polskim systemie prawnym kara śmierci wciąż istnieje, na mocy nieuchylonego dekretu PKWN z dnia 31 sierpnia 1944 r. o wymiarze kary dla faszystowsko-hitlerowskich zbrodniarzy winnych zabójstw i znęcania się nad ludnością cywilną i jeńcami oraz dla zdrajców Narodu Polskiego.